# Scopula isoceras
Scopula isoceras là một loài bướm đêm trong họ Geometridae.